# Belleville Rendez-Vous
Belleville Rendez-Vous ist ein Filmsong von Benoît Charest (Musik) und Sylvain Chomet (Text) für den Film Das große Rennen von Belleville (2003). Das Lied wurde bei der Oscarverleihung 2004 und bei den Grammy Awards 2005 als bester Filmsong nominiert.
Das dem Stil des Swing folgenden Stück ist wie die sonstige Filmmusik von Das Große Rennen von Belleville durch das Werk von Stomp inspiriert. Chomet hatte die Band in Montreal gesehen und beauftragte Charleston derartige Musik mit Haushaltsgegenständen für den Film zu schaffen. Bei Allmusic wurde das als Titelmelodie dienende Belleville Rendez-Vous als klassischer Swing eingestuft.
Auf dem Soundtrack zum Film findet sich das Lied in drei Versionen: Als zweites Stück die französische Version, als drittes Stück eine Demo-Version, und als neunzehntes und vorletztes Stück eine englische Version. Das Album mit dem Soundtrack wurde im Mai 2004 veröffentlicht.

## Nominierungen und Auszeichnungen
- Oscar 2004: Bester Filmsong (Nominierung)[4]
- Grammy Awards 2005: Grammy Award for Best Song Written for Visual Media (Nominierung)[5]